# Двухсотлетний человек (повесть)
«Двухсотлетний человек» (англ. The Bicentennial Man) — научно-фантастическая повесть Айзека Азимова, опубликованная впервые в журнале «Stellar-2» в 1976 году, и посвящённая роботу NDR, который стремился стать человеком. Повесть входит в цикл историй писателя о роботах. Произведение получило три самые престижные премии в англоязычной фантастике в номинации «Лучшая короткая повесть» (Best Novellette): «Небьюла» в 1976 году, «Хьюго» и «Локус» в 1977 году.
Повесть поднимает проблемы человечности и искусственного интеллекта, рабства и свободы, конформизма и борьбы за свои права, жизни и смерти.
На основе повести Айзека Азимова и Роберта Силверберга в 1993 году вышел роман «Позитронный человек»; на основе обоих произведений в 1999 году Крисом Коламбусом снят фильм «Двухсотлетний человек».
Существует два перевода повести на русский язык: Ирины Гуровой и А. Новикова.

## Сюжет
Робот серии NDR компании «Ю. С. Роботс» доставляется в дом Джеральда Мартина (сэра), как рободворецкий. Маленькая мисс назвала его Эндрю. Вскоре обнаружилось, что робот имеет талант к творчеству. В домашней мастерской он делал различные фигурки и иные поделки из дерева. Джеральд сначала не верит этому, но потом освобождает Эндрю от обязанностей дворецкого и приказывает читать книги по мебельному дизайну. После консультации с фирмой, роботу был вставлен дополнительный блок, усиливающий творческое мышление. Эндрю использует слово «наслаждение», чтобы описать, почему он вырезает. Сэр помогает роботу продавать свою продукцию, и половину прибыли кладет в банк на имя Эндрю Мартина (хотя сначала банк сомневается в законности наличия счёта у робота). Эндрю использует деньги, чтобы заплатить за внесение телесных обновлений, сохраняя себя в отличной форме, но не хочет изменений своего позитронного мозга. Сэр говорит ему, что исследования творчества у роботов прекращены, и Эндрю теперь — единственный непредсказуемый робот в мире.
Маленькая мисс уже замужем и имеет ребёнка, Джорджа (Маленького сэра). Эндрю просит у Джеральда выкупить собственную свободу, но сэр опасается, что освобождение робота может привести к потере его банковского счёта. Однако он соглашается на попытку. Сэр запрещает Эндрю платить ему, то есть освобождает робота. Вскоре он умирает и просит Эндрю стоять у смертного одра.
Эндрю начинает носить одежду, а Джордж Мартин становится адвокатом. После разговора с Джорджем робот понимает, что должен также расширить свой словарный запас, и отправляется в библиотеку. Он просит двоих прохожих показать путь в библиотеку. Вместо этого они раздевают его и угрожают сломать, но Джордж спугивает их. Этот инцидент возмущает Маленькую мисс, и она убеждает Джорджа обратиться в суд, где он добивается права роботов на ношение одежды. Маленькая мисс после победы дела в суде умирает.
Эндрю, с помощью Пола (сына Джорджа, также адвоката), встречается с главой «Ю. С. Роботс», и просит, чтобы его тело заменили на андроидное, чтобы больше напоминать человека. После угрозы Пола судебными исками, «Ю. С. Роботс» соглашается. Тем не менее, фирма пошла на ответные меры путём создания одного центрального мозга для групп роботов, так что ни один робот не сможет стать таким, как Эндрю. А Эндрю решает изучить робобиологию и вскоре начинает проектировать системы, позволяющие андроидам есть пищу — ради всё большего сходства с людьми.
После смерти Пола, Эндрю предлагает «Ю. С. Роботс» выпустить на рынок свои новые разработки человеческих протезов, таких же, как и части его тела. Со временем его продукция всё успешнее продаётся, и он становится заслуженным изобретателем. Когда он достигает 150 лет, даётся обед в его честь, но Эндрю ещё не удовлетворён.
Эндрю решает, что он хочет быть человеком. Он получает поддержку юридической фирмы «Фингольд и Мартин» (основанной Джорджем и Полом), и надеется, что Всемирный законодательный совет объявит его человеком. Сразу это не удаётся, и «Фингольд и Мартин» начинает медленно подавать иски в суд, по поводу определения слова «человек», надеясь, что хотя Эндрю полностью состоит из протезов, его можно рассматривать как человека. Большинство законодателей, однако, все ещё не решаются на это из-за его бессмертия.
Эндрю решается на операцию робохирурга по изменению своего позитронного мозга так, что процессы в нём будут затухать со временем. Операцией определён срок его жизни — примерно до 200 лет. В день его двухсотого дня рождения Всемирный президент подписал уникальный закон об Эндрю, объявив его Двухсотлетним человеком. Эндрю встречает новость на смертном одре, думая до конца о Маленькой мисс.

## Упоминания в других произведениях Азимова
- В романе «Роботы зари» доктор Хэн Фастольф упоминает Эндрю Мартина как робота, который предположительно прошёл «постепенную гуманизацию», но заявляет, что такие вещи были невозможны.

## Адаптации
«Двухсотлетний человек» (1999), фильм режиссёра Криса Коламбуса, основанный на повести «Двухсотлетний человек» и на романе «Позитронный человек».